# Geek Toys
Geek Toys (株式会社ギークトイズ?, Kabushiki-gaisha Gīku Toizu) è stato uno studio di animazione giapponese, fondato a ottobre 2017. Aveva sede a Nakano (Tokyo) e il 1º luglio 2023 ha terminato la sua attività.

## Storia
Lo studio è stato fondato nella parte sud di Kōenji, a Tokyo, nell'ottobre 2017 da Tamotsu Kosano, al servizio di una filiale della società giapponese Geek Pictures, prima di trasferirsi a Nakano, Tokyo, a febbraio 2020.

## Produzioni

### Serie televisive
| Titolo                                                                       | Anno di produzione | Episodi | Note                                                                        | Fonti |
| ---------------------------------------------------------------------------- | ------------------ | ------- | --------------------------------------------------------------------------- | ----- |
| RErideD - Derrida, who leaps through time                                    | 2018               | 12      | Opera originale                                                             | [ 1 ] |
| Hensuki                                                                      | 2019               | 12      | Adattamento della serie di light novel di Tomo Hanama                       | [ 2 ] |
| Plunderer                                                                    | 2020               | 24      | Adattamento della serie manga di Suu Minazuki                               | [ 3 ] |
| Fantasia Sango: Realm of Legends                                             | 2022               | 12      | Adattamento della serie di videogiochi Fantasia Sango di UserJoy Technology | [ 4 ] |
| Data A Live IV                                                               | 2022               | 12      | Sequel di Date A Live III                                                   | [ 5 ] |
| Ningen fushin: Adventurers Who Don't Believe in Humanity Will Save the World | 2023               | 12      | Adattamento della serie di light novel di Shinta Fuji                       |       |
| Dead Mount Death Play                                                        | 2023               | 12      | Adattamento della serie di manga di Ryōgo Narita                            | [ 6 ] |
| Liar, Liar                                                                   | 2023               | 12      | Adattamento della serie di light novel di Haruki Kuō                        | [ 7 ] |
| Migi to Dali                                                                 | 2023               | 13      | Adattamento della serie manga di Nami Sano. Co-animato con CompTown.        | [ 8 ] |
| Date A Live V                                                                | 2024               | 12      | Sequel di Date A Live IV.                                                   | [ 9 ] |

### Film
| Titolo                            | Anno di produzione | Note | Fonti  |
| --------------------------------- | ------------------ | --- | ------ |
| Date A Bullet: Dead or Bullet     | 2020               | Adattamento della serie di light novel di Yuichiro Higashide e Kōshi Tachibana e spin-off di Date A Live | [ 10 ] |
| Date A Bullet: Nightmare or Queen | 2020               | Sequel di Date A Bullet: Dead or Bullet                                                                  | [ 11 ] |